# Monumentul Unirii din Suceava

Monumentul Unirii din Suceava

Monumentul Unirii din Suceava este un monument din material plastic ridicat în amintirea Unirii Bucovinei cu România și dezvelit în anul 1995 în municipiul Suceava. El este amplasat la intersecția între Calea Obcinilor și bulevardul 1 Decembrie 1918, în partea de sud-vest a orașului, la intrarea dinspre Fălticeni.

## Istoric și descriere
Pentru a aminti de Unirea Bucovinei cu România din 28 noiembrie 1918, Consiliul Județean Suceava (condus de președintele Constantin Sofroni și de vicepreședinții ing. Mihai Grozavu și ec. Gavril Mârza) au comandat realizarea unui monument.
Monumentul a fost proiectat de către arhitecții Nicolae Porumbescu și Constantin Rabiniuc, fiind construit de către S.C. SUCT S.A. Suceava (societate condusă de directorii ing. Iulian Papuc și Dumitru Popescu). Monumentul a fost amplasat la intersecția dintre Calea Obcinilor și bulevardul 1 Decembrie 1918, la limita între cartierele Obcini și George Enescu, în apropiere de intrarea în municipiul Suceava dinspre Fălticeni. Sfințirea monumentului a avut loc în noiembrie 1995, fiind realizată de un sobor de preoți în frunte cu arhiepiscopul Sucevei și Rădăuților, IPS Pimen Zainea.
Monumentul este format din patru porți egale și perpendiculare una pe alta. Pe el se află o placă de plastic negru pe care este scrisă semnificația edificiului: „Monument ridicat în cinstea Marii Uniri a Bucovinei cu patria mamă 28 noiembrie 1918”.

## Imagini

Monumentul Unirii
Monumentul Unirii
Monumentul Unirii
Monumentul Unirii
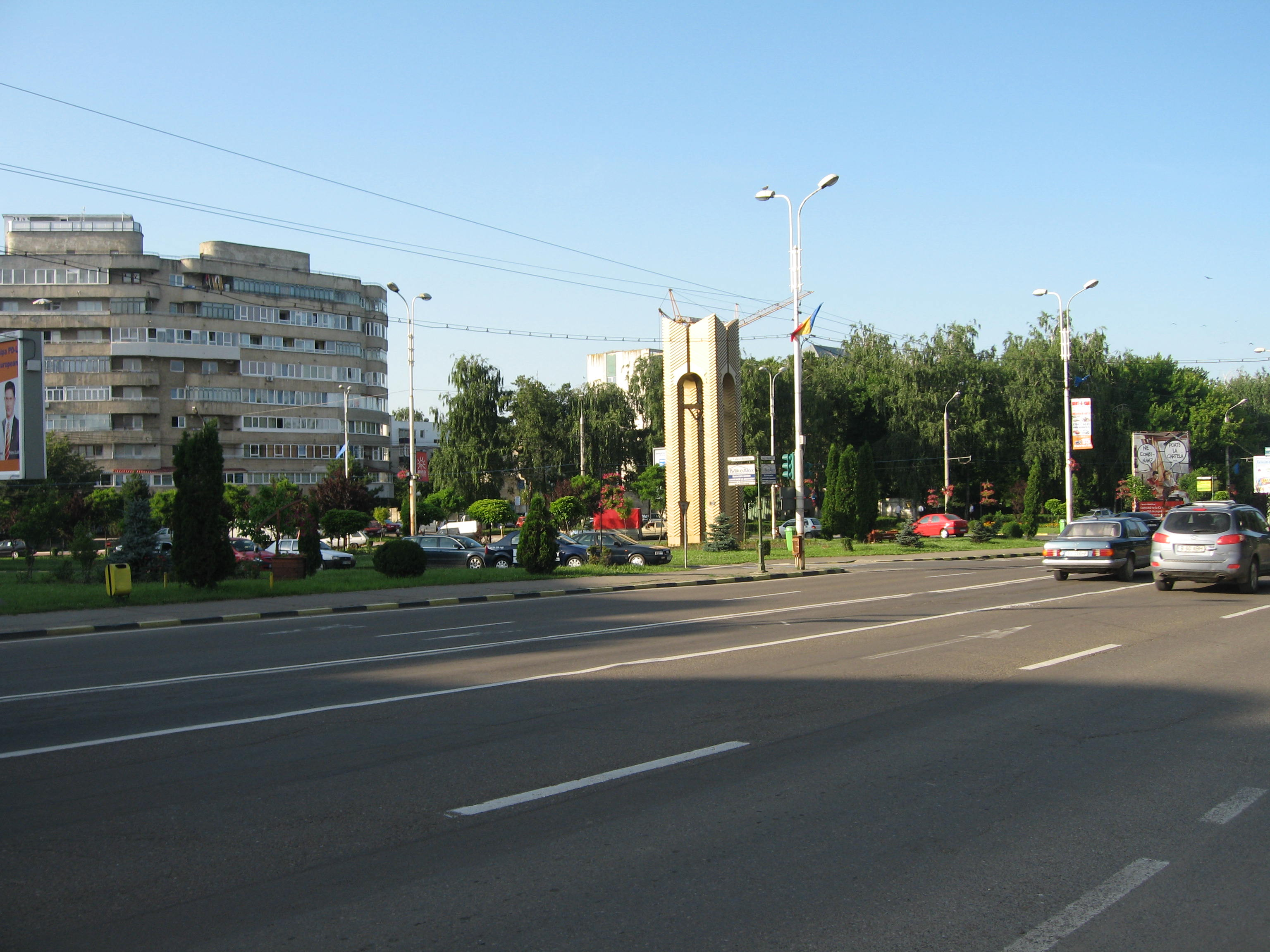
Monumentul Unirii și bulevardul 1 Decembrie 1918